# بانگ خاموش (فیلم ۱۹۲۱)
بانگ خاموش (انگلیسی: The Silent Call) یک فیلم ماجراجویی صامت به کارگردانی لاورنس تریمبل است که در سال ۱۹۲۱ منتشر شد.

## گزیدهٔ بازیگران
- جان باورز
- کاترین مک‌گوار
- ویلیام جی. دایر
- جیم میسون
- رابرت بولدر